# Nordhelle (Ebbegebirge)

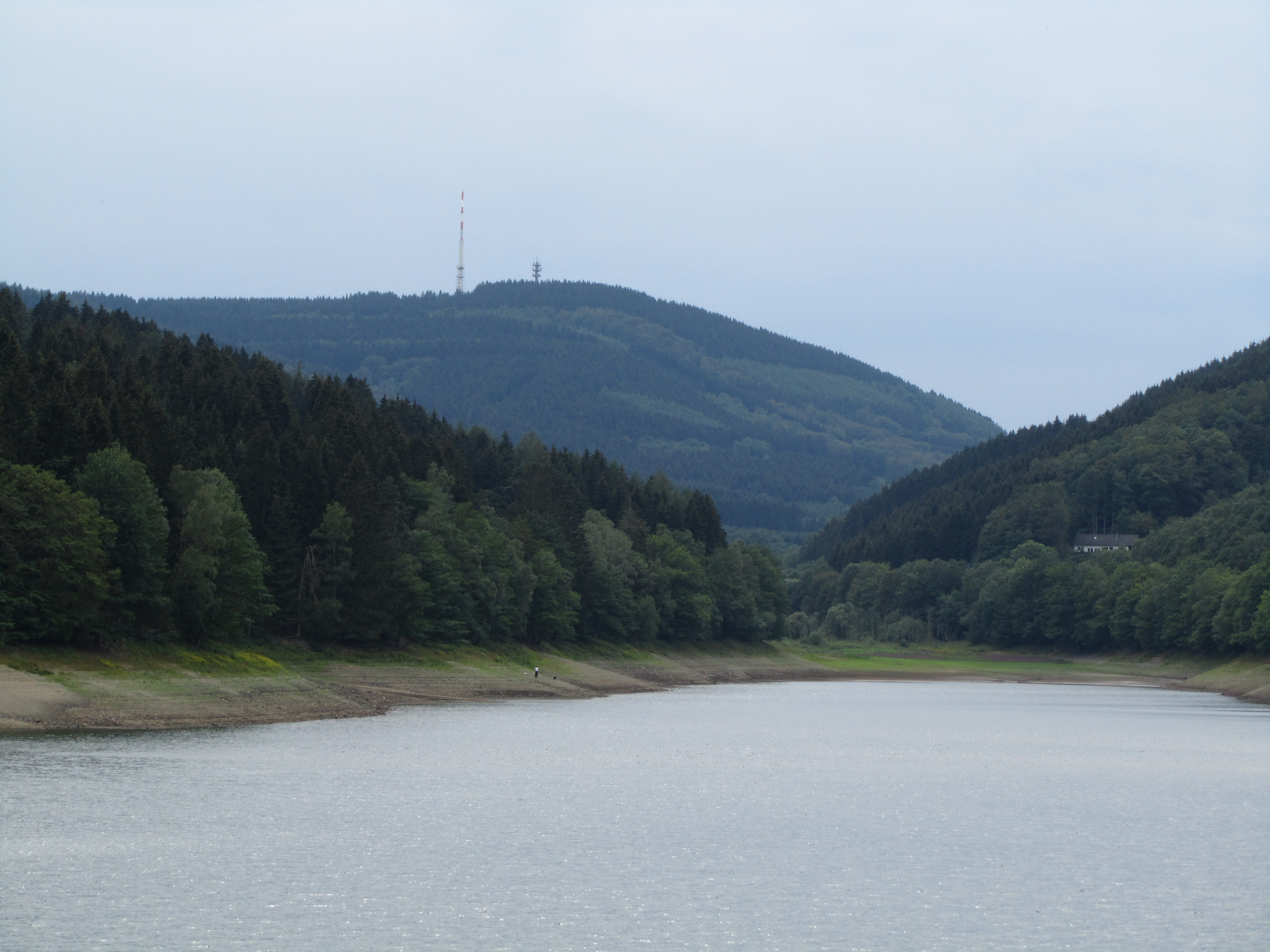
Blick westsüdwestwärts über die Oestertalsperre hinweg zur Nordhelle

Die Nordhelle zwischen Reblin und Valbert im Märkischen Kreis in Nordrhein-Westfalen ist mit 662,7 m ü. NHN der höchste Berg des Ebbegebirges und des Märkischen Kreises. Auf dem Berg befinden sich der Sender Nordhelle und der Aussichtsturm Robert-Kolb-Turm.

## Geographie

### Lage
Die im westlichen Sauerland gelegene Nordhelle erhebt sich etwa im Zentrum des Ebbegebirges im Naturpark Sauerland-Rothaargebirge (ehemals Naturpark Ebbegebirge) im Gemeindegebiet von Herscheid und im Stadtgebiet von Meinerzhagen. Ihr Gipfel liegt etwa 200 m nördlich der auf maximal rund 652 m Höhe führenden Grenze von Herscheid mit dem Ortsteil Reblin im Norden und Meinerzhagen mit dem Stadtteil Valbert im Süden. Während die Gipfelregion und die nördlichen Bergteile zur Gemarkung Herscheid gehören, zählen die südlichen zur Gemarkung Valbert. Ostsüdöstlicher „Vorberg“ der Nordhelle ist der Waldberg (ca. 638 m) und südsüdwestlicher Nachbar die Große Hahn (632,6 m).

### Naturräumliche Zuordnung
Die Nordhelle gehört in der naturräumlichen Haupteinheitengruppe Süderbergland (Nr. 33), in der Haupteinheit Südsauerländer Bergland (3362), dessen Teil Ebbe-Homert-Schwelle (3362.0-3) und in der Untereinheit Ebbegebirge (3362.0) zum Naturraum Hohes Ebbe (3362.00).

### Fließgewässer
Etwas nordwestlich der Nordhelle entspringt die Oester (Ebbebach), die den Berg im Norden passiert, um dann bei Emmeszaun (Herscheid) die östlich des Berges im Übergangsbereich zum Waldberg quellende Erlmecke aufzunehmen. Etwas südwestlich der Nordhelle entspringt im Übergangsbereich zur Großen Hahn der Ihne-Zufluss Schmale Becke (Homberger Bach).

## Schutzgebiete
Bis auf die südlichen Hochlagen der Nordhelle reichen Teile des Naturschutzgebiets (NSG) Auf'm Ebbe / Ebbemoore  (CDDA-Nr. 162294; 1930 ausgewiesen; 6,664 km² groß), auf der Ostflanke liegt das NSG Wolfsbruch (CDDA-Nr. 82939; 1930; 16,97 ha), auf der Westflanke das NSG Brauke (CDDA-Nr. 318232; 1995; 9,41 ha) und im Südwesten das NSG Kammmoor (CDDA-Nr. 318628; 1995; 2,64 ha). Bis auf die Gipfelregion reichen Teile des Landschaftsschutzgebiets (LSG) Teilgebiet Plettenberg-Herscheid-Neuenrade (CDDA-Nr. 555555100; 1985; 87,308 km²) und bis auf die Südflanke solche des LSG Meinerzhagen – Typ A (CDDA-Nr. 555555265; 2001; 84,2604 km²). Bis auf die Südhochlagen reichen Teile des Fauna-Flora-Habitat-Gebiets Ebbemoore (FFH-Nr. 4812-301; 10,69 km²).

## Türme

### Sendetürme
Auf dem Gipfelbereich der Nordhelle stehen der 130 m hohe WDR-Sendeturm des Senders Nordhelle und etwa 215 m nordöstlich davon ein Fernmeldeturm der Bundeswehr, der als Stahlbetonturm ausgeführt ist und für den Mobilfunk genutzt wird. Etwa 1,2 km ostsüdöstlich des Berggipfels steht auf dem Waldberg der Fernmeldeturm Ebbegebirge, der bis zur Einführung von DVB-T „Sender Lüdenscheid“ genannt wurde.

### Robert-Kolb-Turm
Auf der Gipfelregion der Nordhelle steht außerdem etwa 50 m nordwestlich des WDR-Sendeturms der Aussichtsturm Robert-Kolb-Turm, ein Aussichtsturm mit verglaster Aussichtsplattform, von welcher der Blick nach Norden und Südwesten möglich ist. Auf dem Turmdach befindet sich eine Amateurfunk-Relaisstation mit dem Rufzeichen DB0MKV.

## Verkehr und Freizeit
Über die westlichen Hochlagen der Nordhelle führt zwischen Herscheid und Valbert etwa in Nord-Süd-Richtung die Landesstraße 707. Beginnend an zwei nahe dem Kammmoor jeweils oberhalb der 600-m-Höhenlinie befindlichen Parkplätzen, die sich an bzw. nahe der Straße befinden, kann die Gipfelregion nach kurzem Spaziergang erreicht werden. Über den Berg verlaufen der Lenne-Sieg-Weg, Richard-Schirrmann-Weg, Robert-Kolb-Weg und Sauerland-Höhenflug. Auf seiner Nordflanke befanden sich, oberhalb der Herscheider Weiler Ebbefeld und Daum, bis 2009 drei Skilifte mit -pisten; seit Demontage der Lifte wird das einstige Abfahrtsgelände von Gleitschirmfliegern genutzt.

## Galerie

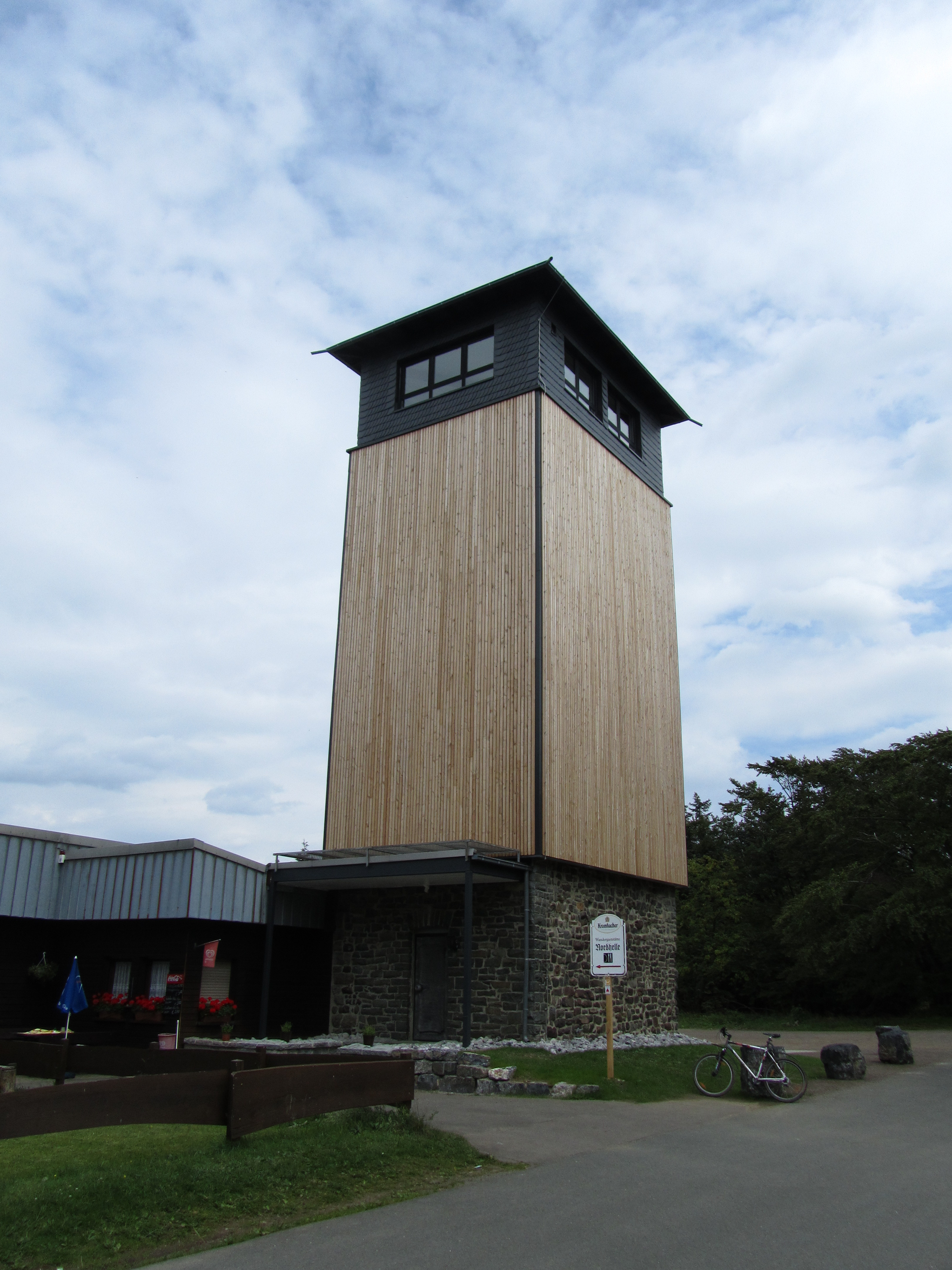
Robert-Kolb-Turm (Aussichtsturm)
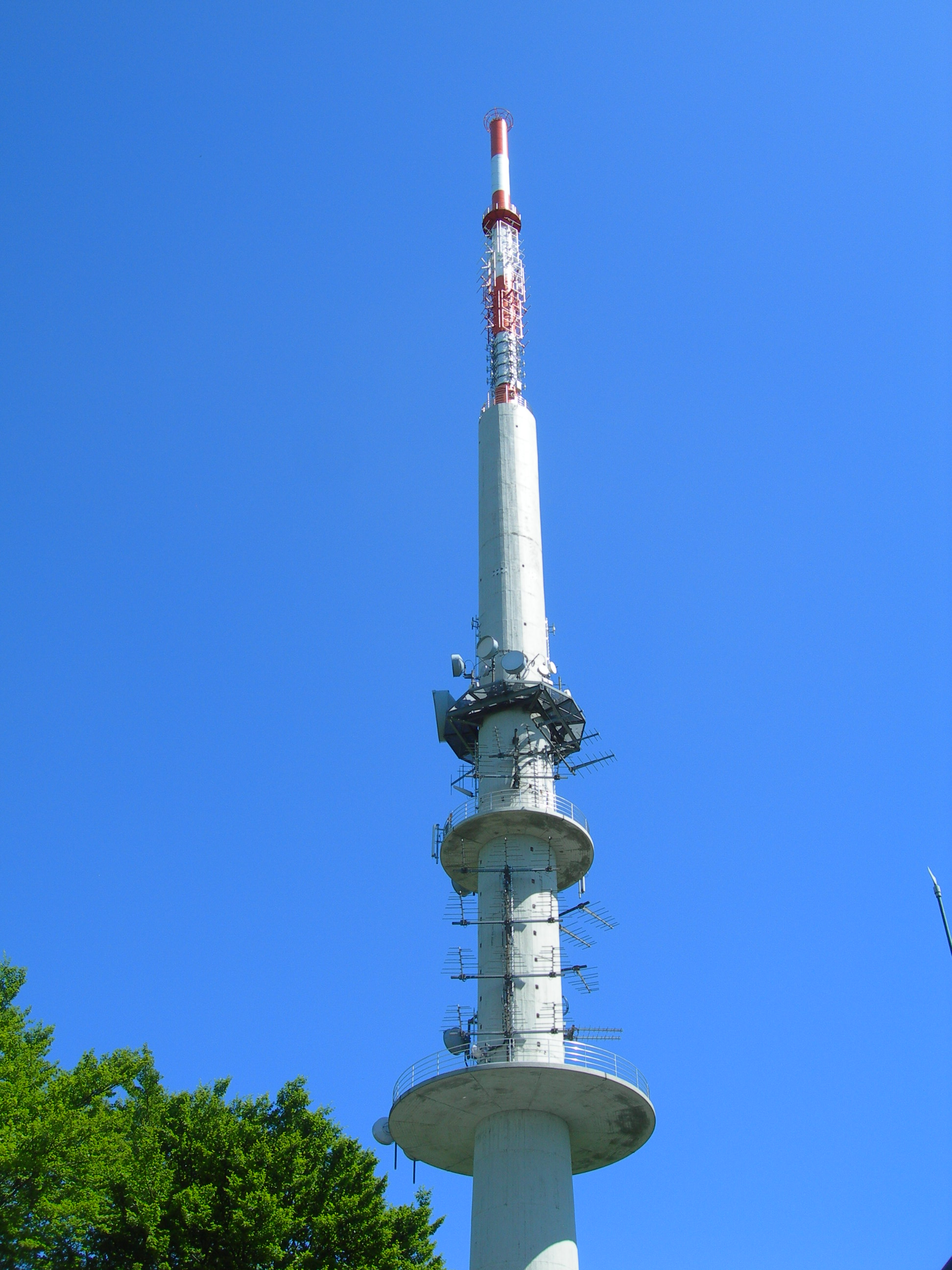
WDR-Turm des Senders Nordhelle
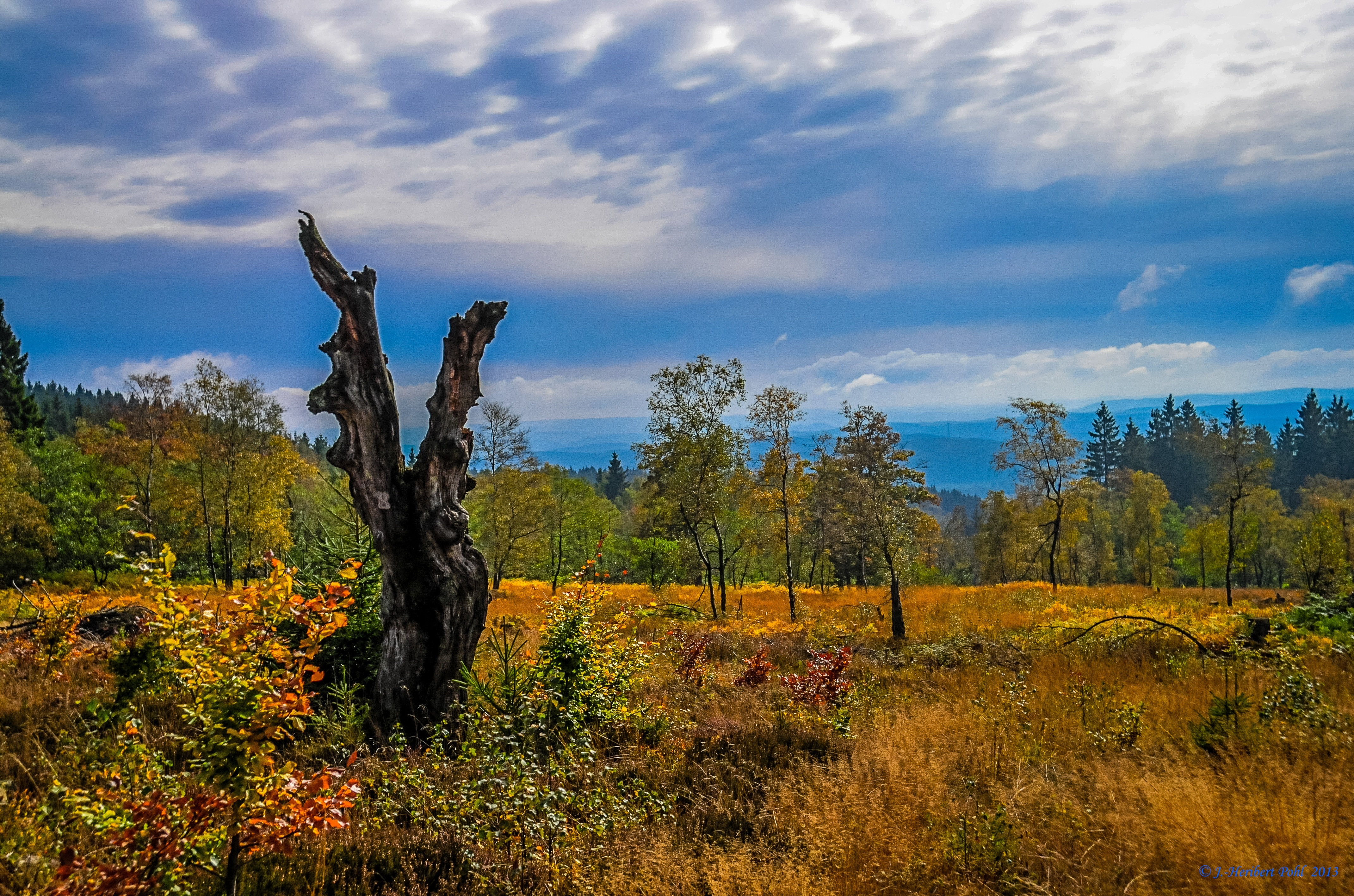
Herbst nahe der Nordhelle